# Поча
Поча (мађ. Pócsa) је село у Мађарској, у јужном делу државе. Село управо припада Бољском срезу Барањске жупаније, са седиштем у Печују.
Поча је до Првог светског рата имала значајну српску заједницу.

## Природне одлике
Насеље Поча се налази у јужној Мађарској, у историјској области Барања. Најближи већи град је Мохач.
Село је смештено у средишњој Барањи и удаљено је од ободних река, Дунава и Драве. Насеље је положено у равници, на приближно 110 m надморске висине.

## Становништво
Према подацима из 2013. године Поча је имала 166 становника. Последњих година број становника опада.
Претежно становништво у насељу чине Мађари римокатоличке вероисповести, а једина присутна мањина су Немци (око 13%). Срба у насељу више нема.

### Попис1910.
| Поча | Поча                                                                                                |
| --- | --------------------------------------------------------------------------------------------------- |
| Језик | Вера                                                                                                |
| <div style="border:solid transparent;position:absolute;width:100px;line-height:0; укупно: 413 Немачки 299 (72,39%) Српски 113 (27,36%) Мађарски 1 (0,24%) - (-%) | укупно: 413 Римокатолици 296 (71,67%) Православци 112 (27,11%) Јевреји 3 (0,72%) Лутерани 2 (0,48%) |

## Историја Срба у месту
Срби су у насељу присутни још од средњег века, али је њихов број посебно нарастао после Велике сеобе. Поча је насељена 1720-1730. године, за време цара Карла III. Црквене матрикуле су заведене 1777. године. У 19. веку они су чинили већину сеоског становништва.
Поча има 1731. године само шест српских домова. У Почанској парохији се 1735. године о ускршњем посту причестило 37 православних хришћана. Нека од записаних презимена у том месту била су: Расавац, Летић, Вукдраг, Јованић и Ковач. Када је реч о становништву, у месту је 1796. године записано 292 Србина православна. Век касније Почана Срба православаца је било 1890. године само 98 душа.
Купац једне српске књиге јавља се 1824. године почки учитељ Тимотеј Мишленовић. Почки учитељ Бранко Милић писао се за претплатника мађарско-српске граматике 1833. године.
Основна школа у Почи крајем 19. века није по закону уређена. Број становнка Срба је 1900. године износио 119. Српска народна школа има једно здање сазидано још 1816. године. Богољуб Поповић је председник Школског одбора, Димитрије Грујић је школски управитељ а Ђуро Ковачевић старатељ. Учитељица у Почи 1905-1907. године је Катарина Трифуновић, привремено намештена. Редовну наставу похађа девет ђака, а у пофторну школу иде три ученика старијег узраста.
Године 1905. Поча је мала општина у Мохачком срезу. Ту је било 395 становника у 60 домова. Немци доминирају, Срба је дупло мање; има их 109 православних душа (или 28%) са 25 кућа. Српске православне цркве нема, а верници посећују богомољу у борјаду. Постоји српска народна школа и српско православно гробље. Црквена општина постоји почетком 20. века. Црквена скупштина је редовна, под председништвом Таце Пауковића. Православна парохија је заједничка са Борјадом, и шесте је платежне класе. Светеник долази из Борјада.
После Првог светског рата и поделе Барање на два дела — данас мађарски (северни, већи) и југословенски (јужни, мањи), Поча се нашла у сасвим другачијем, неповољнијем положају. Новом границом између Републике Мађарске и Краљевине Срба, Хрвата и Словенаца остала је мађарском делу. У следећим годинама огромна већина Срба (преко 100 душа) се иселила у српске делове новоосноване Краљевине Срба, Хрвата и Словенаца, тако да данас Срба нема у селу.
Почетком 21. века у Почи постоји само српско православно гробље, удаљено стотину метара од места, код пута за Борјад. Подељено је јарком на два дела, стари и нови. У старијем делу су четири споменика из 19. века. До 1914. године гробље је било занемарено и запуштено, зарасло у шуму и високу траву. Тада је гробље уређено, споменици ушорени око централног крста, а има их 16.